# Давлатов, Бобир Баходир огли
Давлатов Бобир Баходир огли (род. 1 марта 1996, Янгиер, Сырдарьинская область) — узбекистанский футболист, полузащитник.

## Клубная карьера
Родился в Узбекистане в семье футболиста Боходыра Давлатова, игравшего за «Янгиер» в 1980-х годах. Начал выступать за клуб «Машал», затем по очереди перебрался в казахстанские клубы «Жетысу» и «Актобе». В 2017 году подписал контракт с клубом из ФНЛ «Нефтехимик». Летом 2017 года перешёл в ташкентский «Локомотив».